# Nitraatzaak
De Nitraatzaak is een rechtszaak die de milieuorganisaties Greenpeace, WWF, Natuurpunt, Bond Beter Leefmilieu en Dryade in juli 2022 aanspanden tegen de Vlaamse overheid, omdat die de verplichtingen uit de Europese nitraatrichtlijn, die zegt dat het nitraatgehalte van het grond- en oppervlaktewater de norm van 50 milligram nitraat per liter niet mag overschrijden, niet nakomt, zelfs na het invoeren van zes opeenvolgende Mestactieplannen.
De Vlaamse overheid werd in deze zaak in juni 2023 veroordeeld, waarbij de rechter oordeelde dat de overheid binnen 6 maanden bijkomende maatregelen moest nemen. Omdat dit niet gebeurde, werd de overheid in juni 2024 veroordeeld tot het betalen van dwangsommen van 1000 euro per dag, met een maximum van 1 miljoen euro. 
Ook de Europese Commissie daagde Vlaanderen in juli 2024 voor het Europese Hof van Justitie om dezelfde reden.